# ルートヴィヒ・ヴォルフ
ルートヴィヒ・ヴォルフ（Ludwig Wolff、1857年9月27日 - 1919年2月24日）は、ドイツの化学者である。プファルツ地方のノイシュタット生まれ。
ストラスブール大学で化学を学び、1882年にルドルフ・フィティヒから博士号（Ph.D.）を取得した。1891年にイェーナ大学の分析化学の教授となり、1919年に亡くなるまでその職に就いた。1911年、現在ヴォルフ・キッシュナー還元として知られている新しい反応を発表した。彼の名前はまた、ヴォルフ転位（1912年）として知られている化学反応に関連付けられている。